# Роуз Макгауан
Роуз Макгауан (енгл. Rose McGowan; Фиренца, 5. септембар 1973) је америчка тв и филмска глумица. Најпознатија је по улози Пејџ Метјуз у ТВ-серији Чари и филмовима Ђаво у телу, Врисак и Jawbreaker.

## Биографија
Роуз је рођена у Фиренци (Италија) 1975. године. Њени родитељи су америчка списатељица француског порекла Тери и Данијел Мекгаун уметник ирског порекла, живели су у Италији у заједници „Деца Божијег круга“ (култ The Children of God). Још као дете постала је модел и појављивала се у часопису „Вог Бамбини“ и осталим италијанским часописима. Са родитељима се сели у САД 1979. године. Кад је имала десет година, њени родитељи су се развели и Роуз је отишла да живи код своје баке у Вашингтону. До тада, њени родитељи нису желели ништа да имају са америчком културом, а и Роуз до тада никада није проговорила енглески језик. Роуз је пре била убеђена да телевизија и филмови уопште постоје. Тада је први пут погледала филм. Њено школовање било је ограничено на “мале школе где су деца лежала около и слушала Курта Вонегута”. Традиционално школовање добила је од своје мајке. Роуз има два брата и две сестре. Упркос атмосфери у којој је одрасла, Роуз никада није била у хипи стилу, нити је то подржавала.
Роуз је напустила заједницу када јој је било 15 година и касније живи код свог оца у Сијетлу, где је похађала средњу школу „Рузвелт“ и „Нову алтернативну средњу школу“. Радила је разне послове и често је морала да лаже о својим годинама да би дошла до њих. Радила је као келнерица, касирка и остале слабо плаћене послове. Чак је била и принуђена да живи једно време и на улици.
Прво глумачко искуство имала је 1992. године у “Encino Man”. После тога, чекала је три године пре него што је снимила други филм. Њен следећи филм је био “Gregg Araki's Doom Generation” за који је номинована за најбољи дебитантски наступ (Independent Spirit Awards). Араки ју је упознао испред сале када је била у Лос Анђелесу похађајући школу уметности и одлучио да јој да улогу. Касније игра у хорор филму „Врисак“ са глумицом Нев Кембел. После тога игра у неколико нискобуџетних филмова који нису имали нарочитог успеха. Године 2001. поново скреће пажњу на себе улогом Пејџ Метјуз у ТВ-серији Чари, као давно изгубљена сестра Халивелових, пошто је Шанен Доерти добила отказ из серије, због несугласица и свађа са колегама из серије. Године 2006. глуми у филму Црна далија који је номинован за Оскара.

## Приватни живот
Роуз је 3 година (1999—2001) била у вези са певачем Мерилином Менсоном, са којим се често појављивала у провокативној одећи на разним забавама за славне. 
Имала је озбиљну саобраћајну несрећу почетком 2007. године, али је након операције изјавила да неће имати веће последице од несреће.

## Филмографија

### Филмови
| Улоге Роуз Макгауан |              |               |       |          |
| Година              | Српски назив | Изворни назив | Улога | Напомена |
| 2008.               |              |               |       |          |
| 2008.               |              |               |       |          |
| 2007.               | Грајндхаус   |               |       |          |
| 2006.               |              |               |       |          |
| 2002.               |              |               |       |          |
| 2001.               |              |               |       |          |
| 2000.               |              |               |       |          |
| 1999.               |              |               |       |          |
| 1998.               |              |               |       |          |
| 1996.               | Врисак       |               |       |          |
| 1995.               |              |               |       |          |

### Тв серије
| Улоге Роуз Макгауан |              |               |       |          |
| Година              | Српски назив | Изворни назив | Улога | Напомена |
| 2001−2006           | Чари         | Charmed       |       |          |
| 2005.               |              |               |       |          |
| 2001.               |              |               |       |          |

### Музички спотови
- Marilyn Manson - Coma White (1999 )
- Imperial Teen - Yoo Hoo (1999 )

## Награде
- 1996. номинована је за “Independent Spirit” за улогу у филму "The Doom Generation".
- 1999. номинована је за МТВ награду “Best Villain” за улогу у флиму "Jawbreaker".
- 2005. освојила је прву награду за „Најбољу сестру“ ("Best Sister") на додели “Family TV” награда, за улогу Пејџ Хеливел у серији Чари.
- 2007. osvojila krunu za "Femme Fatale" na "Spike TV Guys Choice Awards"!